# Veuve Clicquot

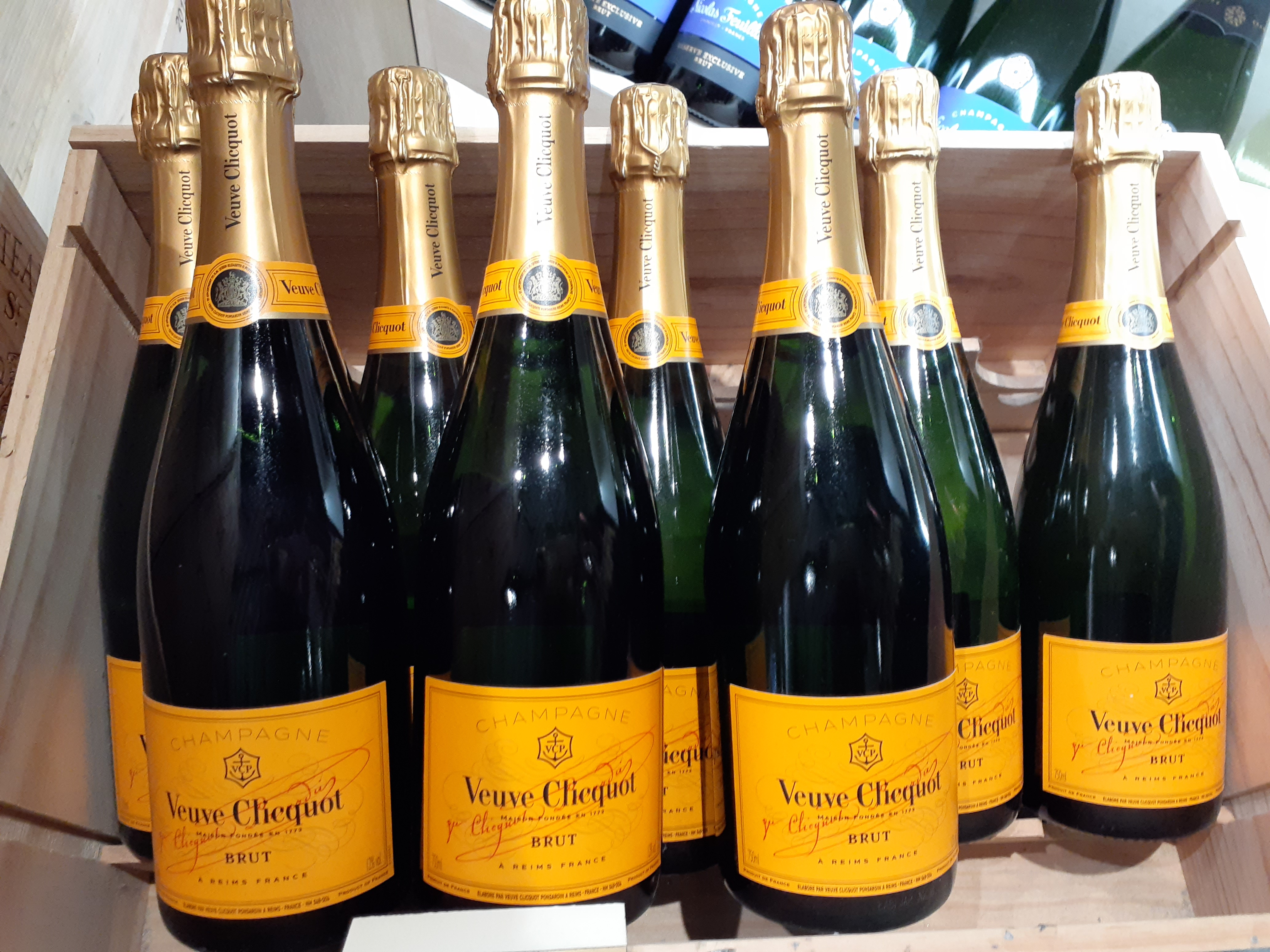
Botellas de Veuve Clicquot en venta en un mercado de Hong Kong, destcándose su etiqueta amarilla.

Veuve Clicquot es una casa de champán fundada en 1772 en Reims, Francia. De reconocida historia viníticola, Veuve Clicquot es una de las marcas de champán más reconocidas del mundo, como así también una de las más grandes. Su producto más reconocido es su icónico champán de etiqueta amarilla, producto que desarrollaron en 1816, creando un proceso propio para desarrollar aquella bebida. Son, asimismo, los creadores de la variedad rosé de champán.
Desde 1986, Veuve Clicquot forma parte del grupo LVMH (Moët Hennessy Louis Vuitton), uno de los conglomerados de lujo más grandes del mundo, pero aún mantiene su independencia en términos de producción.

## Historia

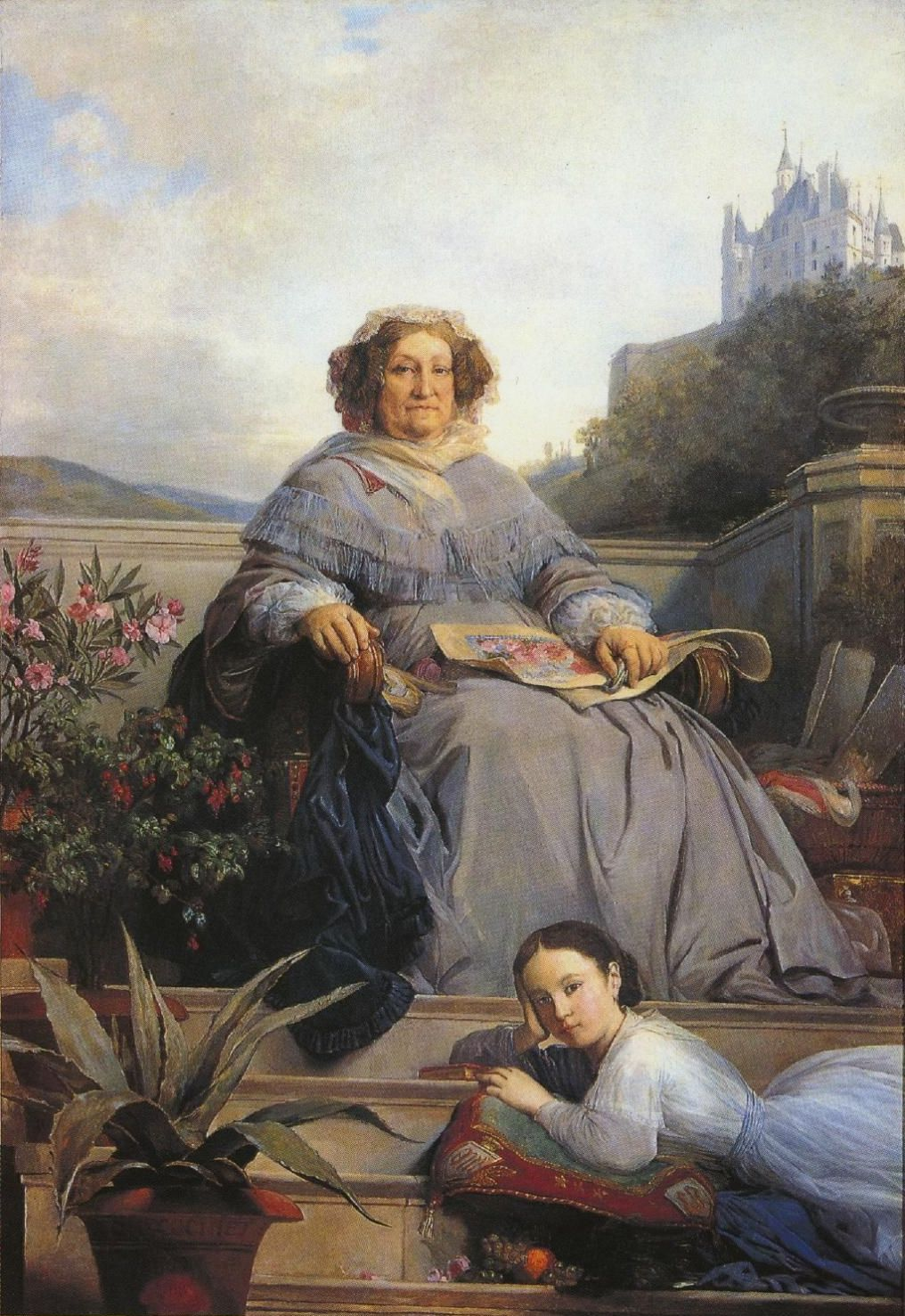
Retrato de Madame Clicquot y su bisnieta Anne de Rochechouart-Mortemart realizado por Léon Cogniet.

La empresa fue fundada en 1772 por Philippe Clicquot-Muiron, un empresario textil que diversificó sus negocios hacia la producción de vino. Sin embargo, fue su nuera, Barbe-Nicole Ponsardin, conocida como «La Veuve Clicquot» (La Viuda Clicquot), quien transformó la empresa en una reconocida casa de champán. Tras la muerte de su esposo, François Clicquot, en 1805, Barbe-Nicole tomó las riendas de la empresa y se convirtió en una de las primeras mujeres empresarias de la era moderna.
Bajo su liderazgo, Veuve Clicquot innovó en la producción de champán, desarrollando técnicas como el remuage (clarificación del champán), que permitió producir vinos más claros y de mayor calidad. Barbe-Nicole Ponsardin perfeccionó este método, que consiste en girar las botellas lentamente para que los sedimentos se acumulen en el cuello y puedan ser eliminados, logrando un champán más claro. Además, expandió el negocio internacionalmente, enviando champán a mercados como Rusia y Estados Unidos.
Son acreditados como los creadores del primer champán rosé, ya que en 1775, Veuve Clicquot fue una de las primeras casas en producir aquella variedad de manera comercial, utilizando una mezcla de uvas tintas y blancas.
Durante las Guerras napoleónicas, la empresa fue pionera en la exportación de champán, especialmente a Rusia, donde su champán se convirtió en un favorito de la aristocracia de aquel país.
Veuve Clicquot posee algunos de los viñedos más prestigiosos de la región de Champaña, principalmente en Montagne de Reims, donde se cultivan las uvas Pinot noir, Chardonnay y Pinot meunier.